# Pour dix mille
 (avril 2020).
Si vous disposez d'ouvrages ou d'articles de référence ou si vous connaissez des sites web de qualité traitant du thème abordé ici, merci de compléter l'article en donnant les références utiles à sa vérifiabilité et en les liant à la section « Notes et références ».

Visualisation d'un pour dix-mille.

La locution pour dix-mille ou par dix-mille est utilisée pour désigner un centième d’un pourcentage. Il est écrit avec le signe ‱, qui ressemble au signe pourcentage (%) avec deux zéro supplémentaires à la fin (de la même manière que la locution pour mille). C’est une forme stylisée de quatre zéros au dénominateur. 